# Liste der FFH-Gebiete im Landkreis Nürnberger Land
Die Liste der FFH-Gebiete im Landkreis Nürnberger Land zeigt die FFH-Gebiete des mittelfränkischen Landkreises Nürnberger Land in Bayern. Teilweise überschneiden sie sich mit bestehenden Natur-, Landschaftsschutz- und EU-Vogelschutzgebieten. Im Landkreis befinden sich insgesamt 13 und zum Teil mit anderen Landkreisen überlappende FFH-Gebiete.